# Uwe Sander (Poolbillardspieler)
Uwe Sander ist ein deutscher Poolbillardspieler.

## Karriere
Bei der Europameisterschaft 1985 zog Uwe Sander in der Disziplin 9-Ball ins Finale ein und unterlag dort dem Schweden Ulf Hjalmvall. Bei der deutschen Meisterschaft 1986 gewann er im 9-Ball und im 8-Ball-Pokalwettbewerb die Bronzemedaille. Bei der EM 1987 wurde er nach einer Finalniederlage gegen Tom Storm erneut Vizeeuropameister im 9-Ball. Zudem nahm er an mehreren Weltmeisterschaften in verschiedenen Disziplinen teil.
Mit dem BBV Mannheim gewann Sander zweimal (1991, 1992) den deutschen 8-Ball-Pokal.
Uwe Sander gehörte über zehn Jahre der deutschen Nationalmannschaft an und wurde mit dieser 1985 Europameister.
Seit 1986 ist er zudem im Billardhandwerk aktiv und montierte unter anderem die Billardtische für zahlreiche deutsche und österreichische Meisterschaften sowie für Welt- und Europameisterschaften verschiedener Billarddisziplinen und für Euro-Tour-Turniere.
Sander war Inhaber der Trainer A-Lizenz und mehrere Jahre Assistenz-Bundestrainer.
Seit 1993 betreibt er gemeinsam mit David Alfieri die Pool School Germany, die erste deutsche Poolbillardschule.
Sander und Alfieri waren außerdem Autoren mehrerer Billard-Trainingsbücher.

## Publikationen
- David Alfieri, Uwe Sander: Grundlagen des Poolbillard. In: Thomas Lindemann (Hrsg.): Einstieg in den Poolbillard-Sport nach den Lehrmethoden der Pool School Germany. Band 1. Litho-Verlag, Speyer 2001, ISBN 3-9804706-6-0.
- David Alfieri, Uwe Sander: Positionsspiel im Poolbillard. In: Thomas Lindemann (Hrsg.): Einstieg in den Poolbillard-Sport nach den Lehrmethoden der Pool School Germany. Band 2. Litho-Verlag, Speyer 2001, ISBN 3-9804706-7-9.
- David Alfieri, Uwe Sander: Trainingsspiele mit der Pool School Germany. Hrsg.: Thomas Lindemann. Litho-Verlag, Speyer 2004, ISBN 3-9804706-9-5.